# Tekle Haymanot I.
Tekle Haymanot I. (äthiop. ተክለ ሃይማኖት, Thronname Le`al Sagad ለዓለ ሰገድ, „vor dem sich der Erhabene verbeugt“) (* 1684; † 1708) war vom 27. März 1706 bis zum 30. Juni 1708 Negus Negest (Kaiser) von Äthiopien. Er war der Sohn von Iyasu I. und Kaiserin Malakotawit der herrschenden Solomonischen-Dynastie. Er wird häufig auch als „Irgum Tekle Haymanot“ oder „Tekle Haymanot der Verfluchte“ bezeichnet.
Nach dem Rückzug des Kaisers Iyasu auf eine Insel im Tanasee argumentierten einige Beamten, dem Präzedenzfall des Königs Ella Asbeha folgend, dass Iyasu zurückgetreten sei. Unterstützt wurden sie in dieser Meinung durch Kaiserin Malakotawit. Tekle Haymanot wurde daraufhin in Gonder zum Kaiser gekrönt. Dieser Vorgang wurde nicht vom gesamten Land begrüßt. Im folgenden Unfrieden unter der Bevölkerung wurde Iyasu auf Befehl Tekle Haymanots ermordet.
Im September 1707 erklärte sich ein Aufrührer in Gojam selbst als Kaiser Amda Seyon. Es gelang ihm, in die Hauptstadt vorzudringen und sich dort krönen zu lassen. Tekle Haymanot kehrte trotz der Reisestrapazen, die die Regenzeit mit sich brachte, schnell nach Gonder zurück. Er zwang den Thronräuber zur Flucht und feierte seinen Triumph.
Dennoch gelang es ihm nie, seine Unbeliebtheit, die er durch den Auftrag zur Ermordung seines weithin verehrten Vaters erlangt hatte, abzubauen. Die Verstrickung seiner Mutter Malakotawit und seine Anerkennung durch andere Mitglieder der Dynastie brachte einen nicht wieder gutzumachenden Schaden für die Monarchie. Seine eigenen Höflinge verschworen sich gegen ihn, und es wurde diskutiert, ob es sich lohnt, eine so korrupte Dynastie an der Macht zu halten.
Auf einer Reise durch die Provinzen wurde Tekle Haymanot durch einige der Höflinge seines Vaters erstochen.1
Einige Historiker datieren den Anfang der äthiopischen Zemene Mesafint
oder „Ära der Prinzen“ (eine Zeit der Unordnung, in der die Macht dezentral in den Händen von Kriegsherren lag) auf den Zeitpunkt der Ermordung Iyasu des Großen durch seinen Sohn Tekle Haymanot und den einsetzenden Verfall des Ansehens der Dynastie.